# 허룽 (1896년)

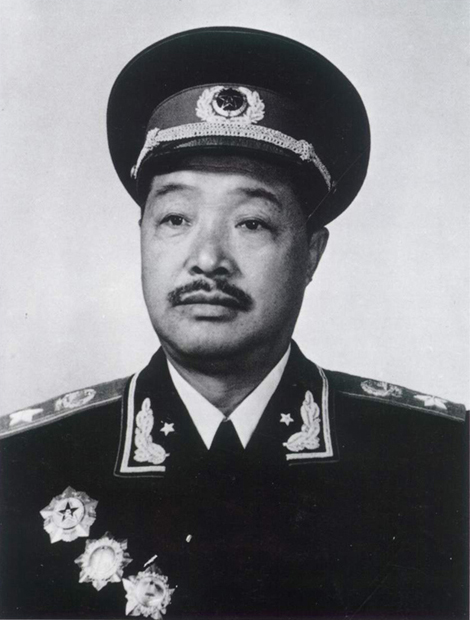
허룽

허룽(중국어 간체자: 贺龙,하융 1896년 3월 22일 ~ 1969년 6월 8일)은 중국공산당의 지도자이자 농민 게릴라의 사령관이었다. 중화인민공화국 수립 이후 중화인민공화국 원수의 직위까지 올랐다.

## 생애
허룽은 1896년 후난성(湖南省) 쌍즈 현에서 군인의 아들로서 태어났다. 그는 타고난 무인으로서 16세 때 이미 부패한 관리를 처단하려고 산중에서 부하를 모으고 무장세력을 규합하는 義賊이 되었고 21세 때에는 휘하에 병력 19,000명을 거느리는 농민군의 장군이 되어 있었다. 정부에서는 그의 세력이 강해지자 그 사람들을 폭도에서 일반 군사로 사면한 뒤 돈을 주고 해산하게 하였다.
허룽은 박사 쑨원과 손잡으려 하였고 제1차 국공합작이 진행되던 1926년 중국국민당군 제20군단장이었는데 이때 중국공산당에 입당했다. 장제스와 중국국민당 우파가 중국공산당과 결별을 선언하고 탄압하자 1927년 8월 1일 저우언라이와 주더와 함께 난창 봉기를 일으켰고 당시 홍군 제2방면군을 총지휘하였으나 봉기가 실패한 뒤 상하이로 달아났다가 후난셩 일대에서 게릴라 군사 활동을 지휘하였다. 1936년에는 마오쩌둥과 장궈타오의 분쟁에서는 마오의 편을 들어 장궈타오의 패배를 형편이 바뀔 수 없을 만큼 확실하게끔 하는 것에 기여하였다.
1937년 제2차 국공합작으로 홍군이 국민혁명군 제8로군으로 개편된 뒤 항일전쟁과 제2차 내전의 모든 기간 중에 야전군 사령으로 있었으며 중화인민공화국이 수립되자 공화국의 요직을 역임하고 1955년 중국공산당 전속 인민해방군의 원수가 되었다.

## 최후
군사위 부주석, 1956년 제8기 중앙위원, 중앙정치국 위원을 역임하였으나 1966년 문화대혁명 때 실각되고 반당 분자로 낙인 찍혀 투옥되었다가 1969년 옥사하였다. 그의 명예는 1974년에 복권되었다.
후난셩 출신의 허룽을 기리려고 장자지에(장가계)에 허룽공원(하룡공원)과 贺龍記念館(허룽기념관)이 있고 그를 기리는 동상이 서 있다.